# Köhra
Köhra ist ein Ortsteil der sächsischen Gemeinde Belgershain im Landkreis Leipzig.

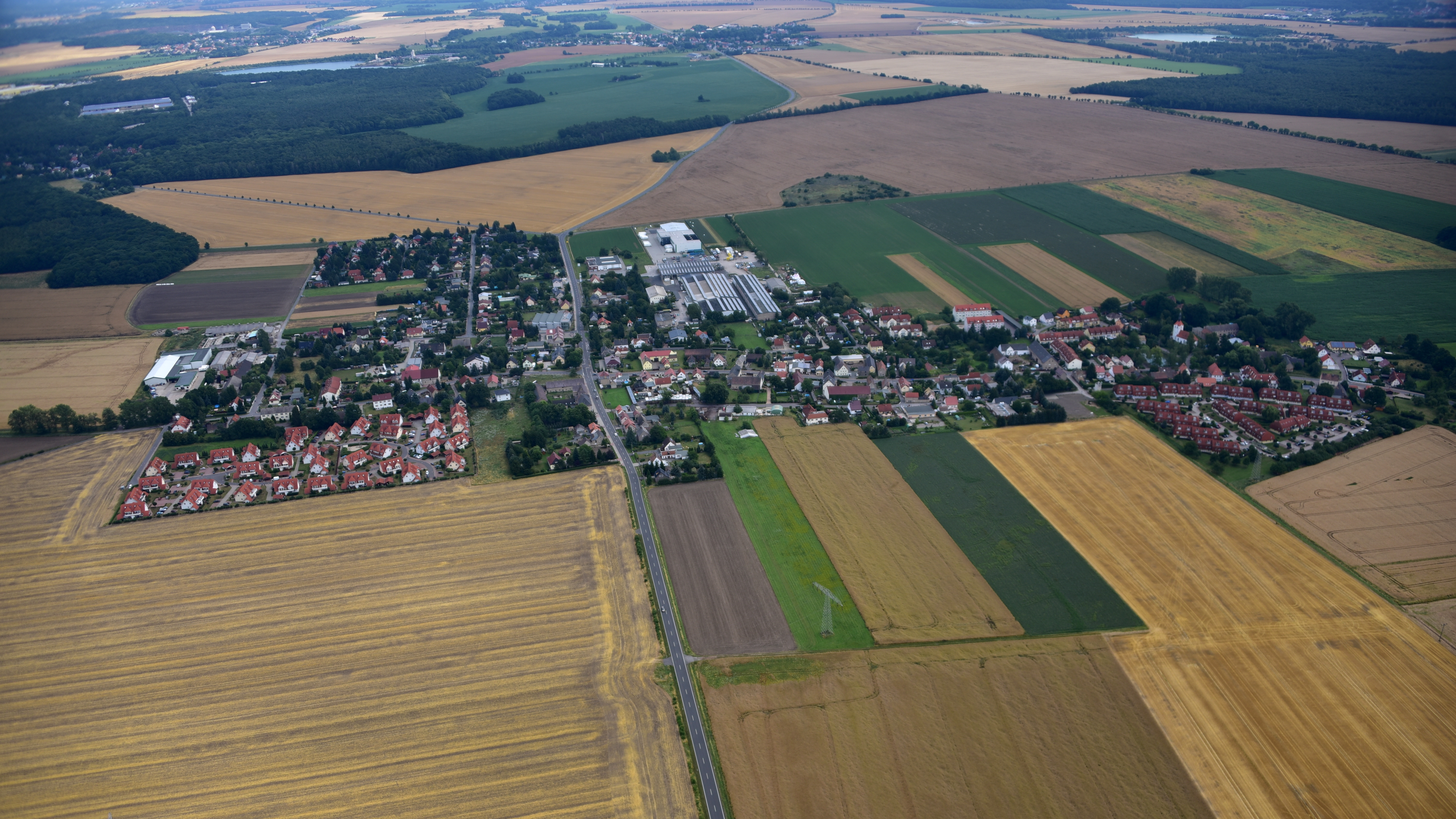
Köhra, Luftaufnahme (2017)

## Geografie

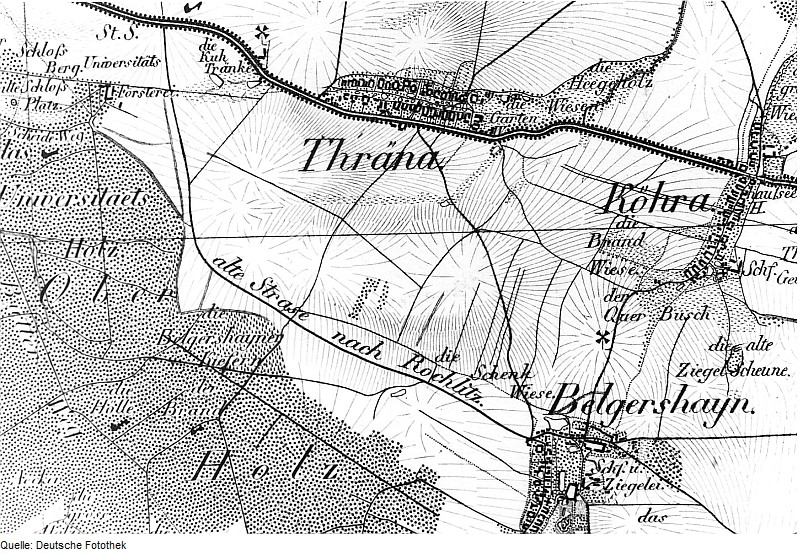
Köhra (rechts) auf einer Karte von Hermann Oberreit (1836–39)

### Lage
Köhra liegt etwa 17 Kilometer südöstlich der sächsischen Großstadt Leipzig in der Leipziger Tieflandsbucht.
Durch den Ort verläuft die Staatsstraße 38 Probstheida–Grimma. Über Kreisstraßen besteht zudem Anschluss an Lindhardt und Belgershain.

### Nachbarorte
| Fuchshain   |                                             | Naunhof   |
| Threna      | Kompassrose, die auf Nachbargemeinden zeigt | Lindhardt |
| Belgershain |                                             | Pomßen    |

## Geschichte

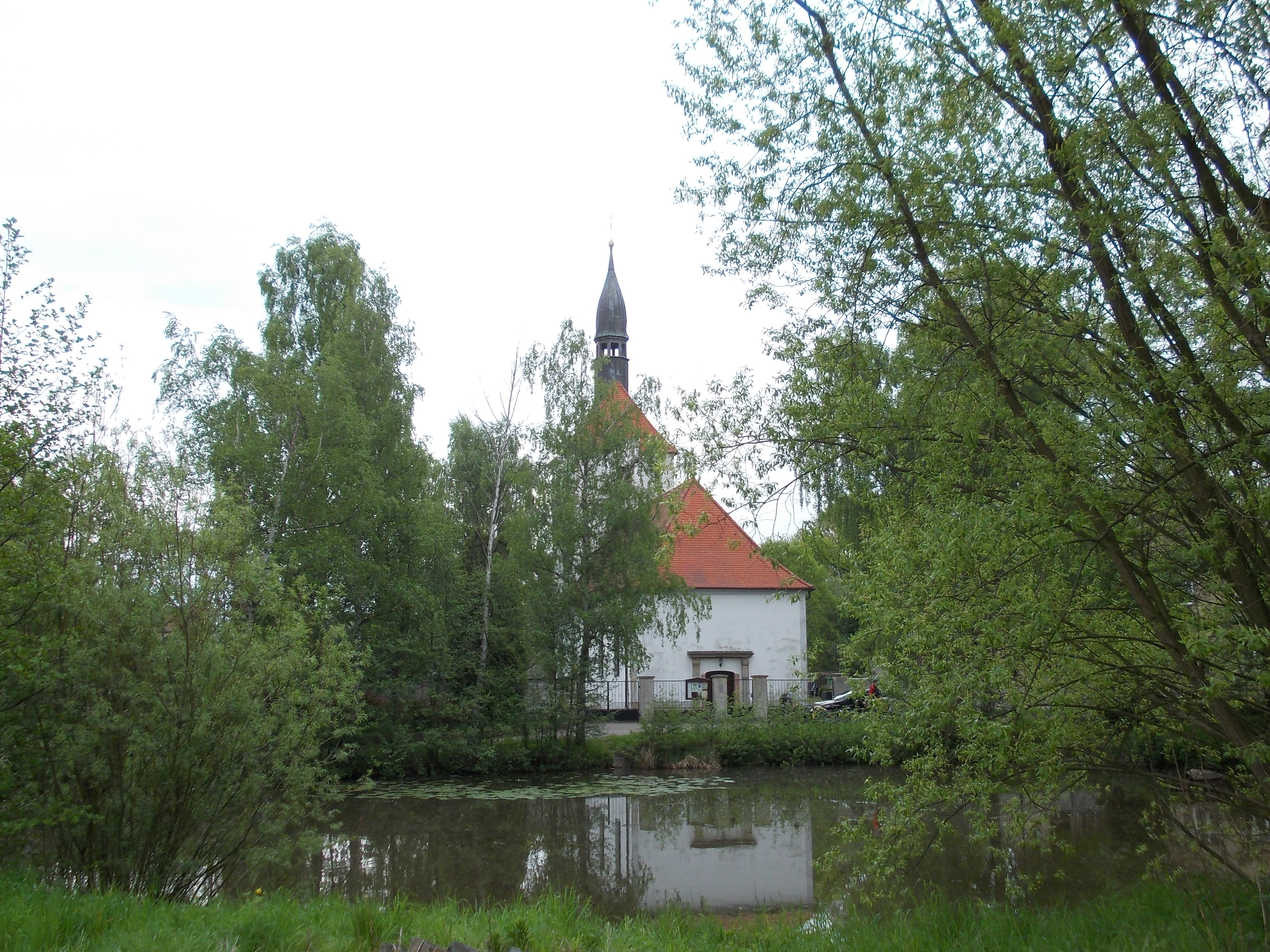
Jungenteich und Kirche aus dem 13. Jahrhundert

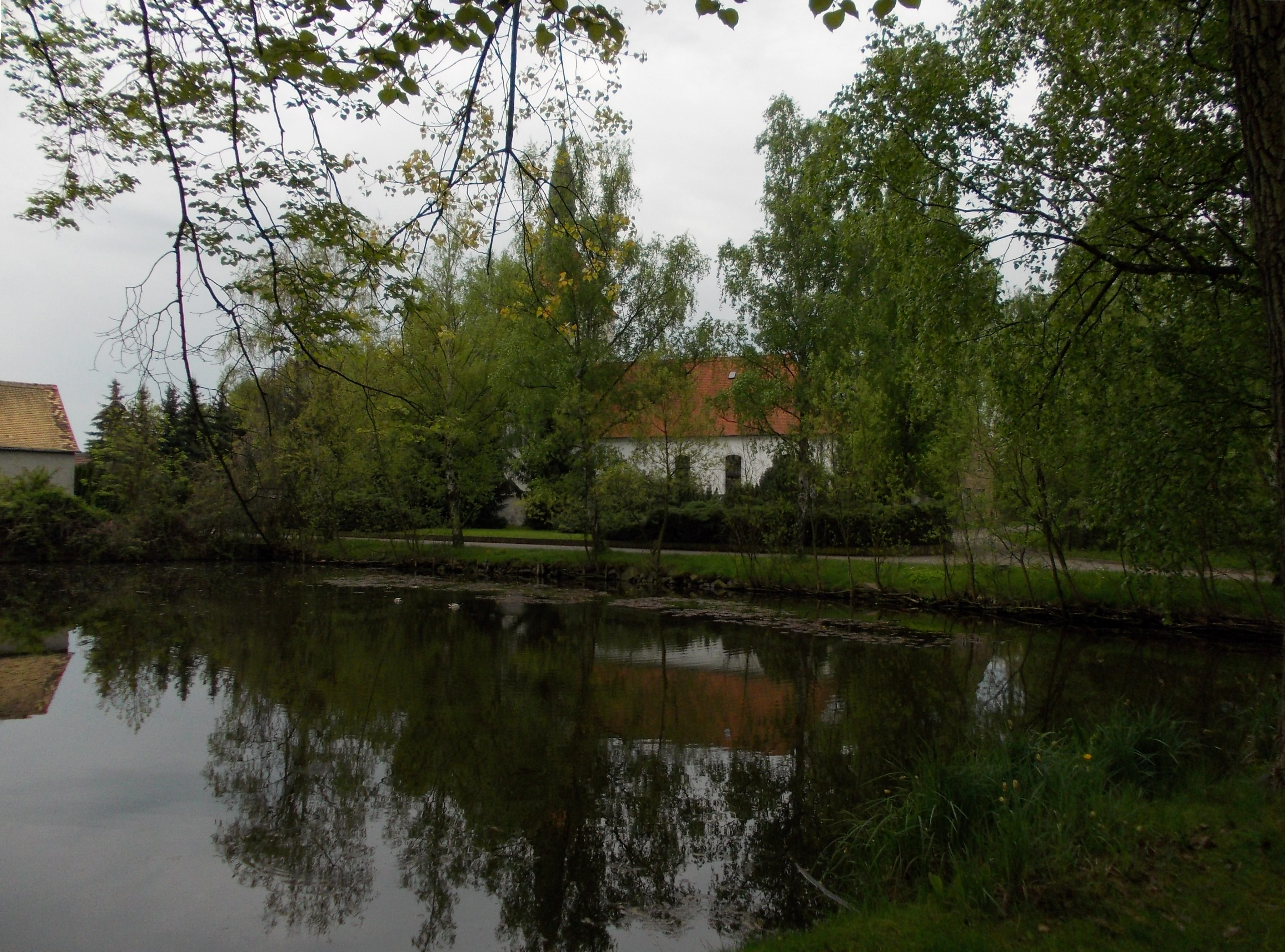
Mädchenteich

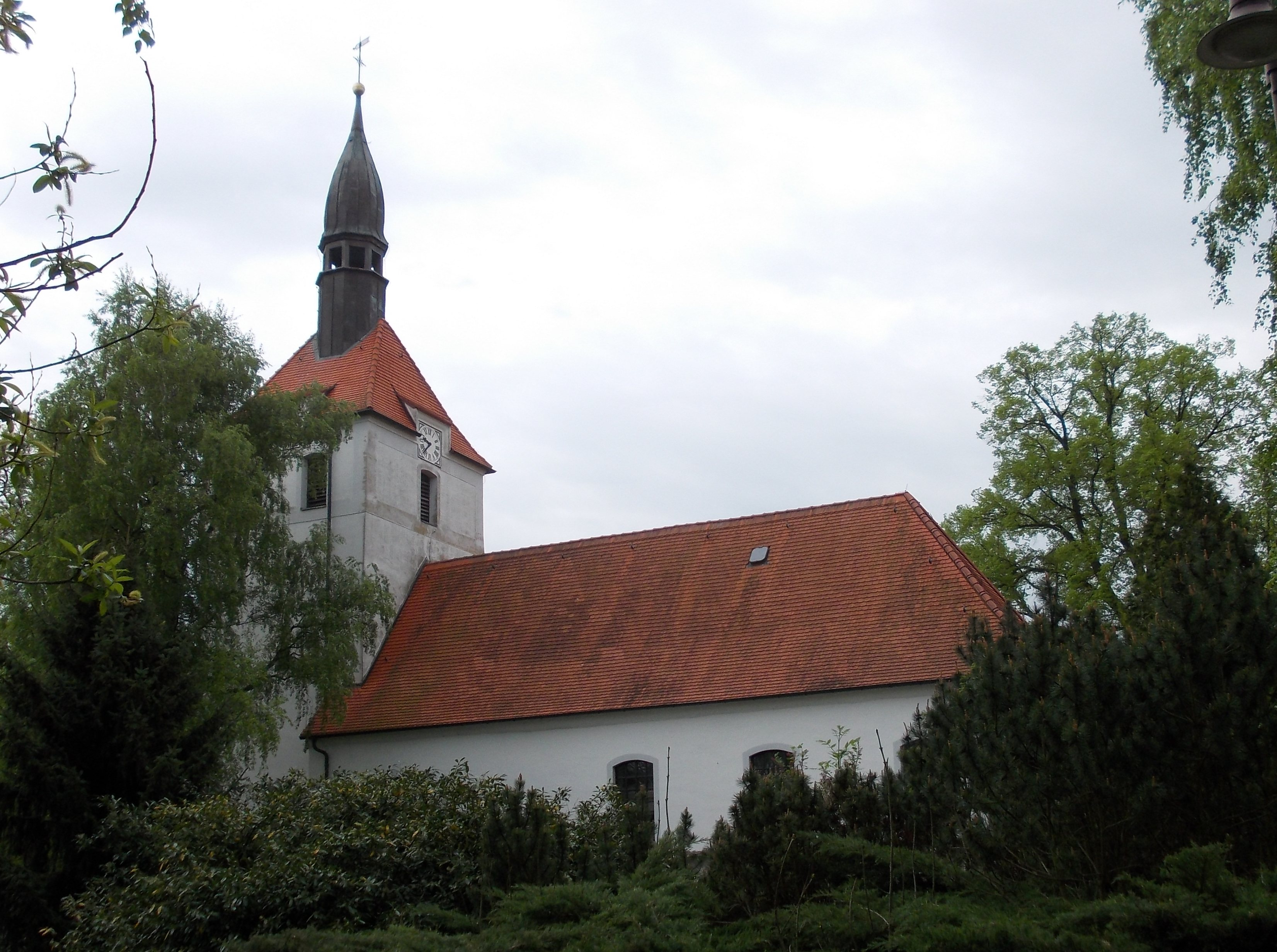
Kirche

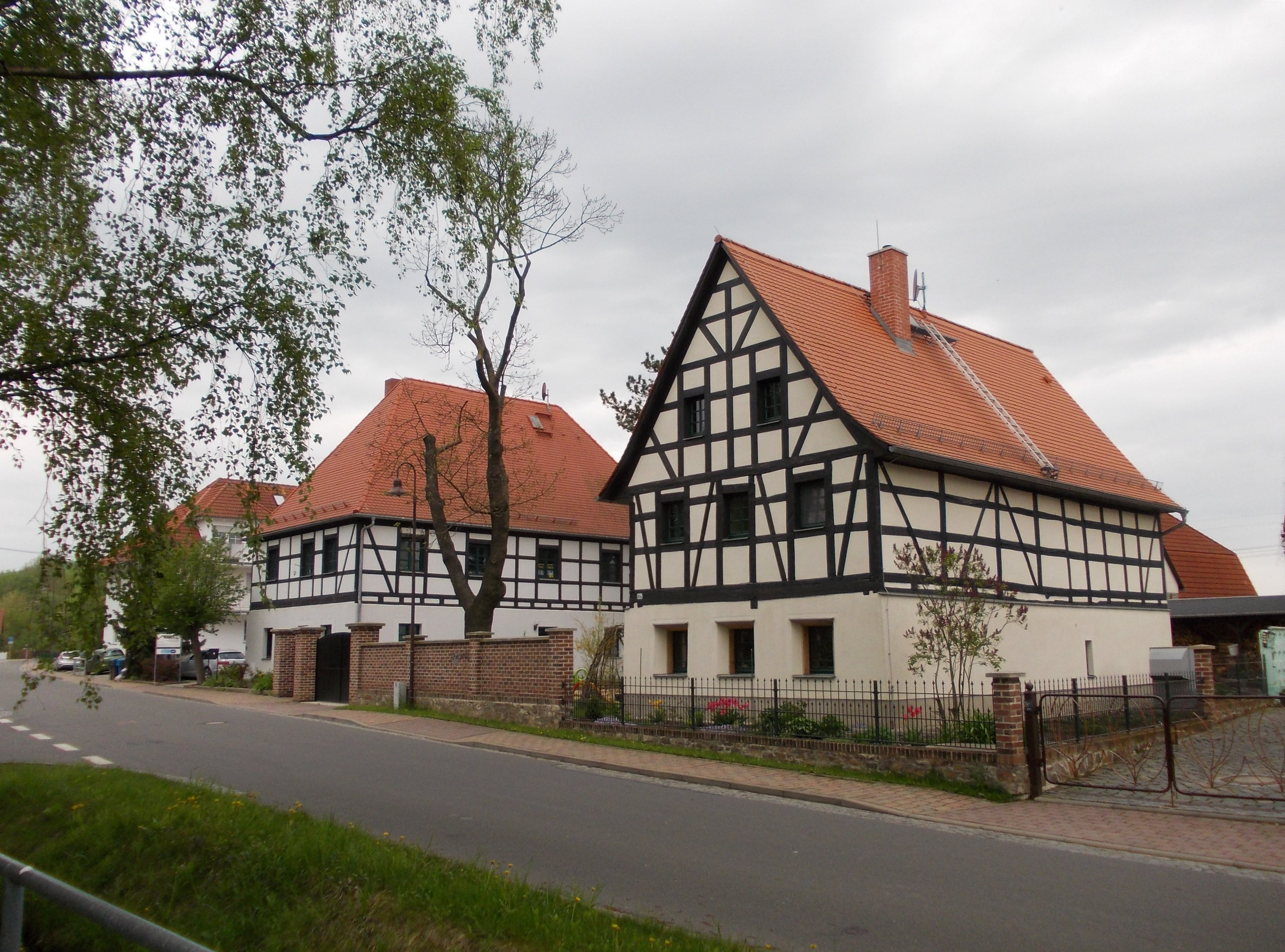
Fachwerkhäuser des ehemaligen Pfarrhofes

Die erste belegte Ortsnamenform datiert von 1335 als Koren.
1515 besaß Amtssasse Friedrich von Zehmen das Dorf, 1524 kamen die Dörfer Rohrbach und Lindhardt zur hiesigen Pfarre. Bis 1681 war Köhra ein geteiltes Dorf: ein Teil gehörte zur Gutsherrenschaft Pomßen, der andere zur Gutsherrenschaft Belgershain. 1534 verkaufte Moritz Pflug Pomßen mit Köhra an die von Minckwitz, zwei Jahre darauf erhielt es Hand von Ponickau. 1556 erhielt Dippold von Schönfeld die Grundherrschaft Belgershain. In einem Visitationsbericht von 1580 erfolgt die Ersterwähnung der Kirche, das Baujahr ist unbekannt. 1719 wurde die Windmühle Belgershain als Köhraer Mühle neu errichtet.
August Schumann nennt 1817 im Staats-, Post- und Zeitungslexikon von Sachsen Threna betreffend u. a.: 

„[…] nicht weit von der Partha gelegen. Es hat eine Pfarrkirche und Schule, die unter der Inspection Grimma stehen, und deren Collator der Besitzer des Ritterguts Naunhof ist. Ein Filial der hiesigen Kirche ist zu Rohrbach; eingepfarrt ist das Vorwerk Linda (Lindhard.) Das Dorf Köhra gehört schrifts. zum Rittergut Belgershain, hat ein Beigeleite von Grimma, eine Windmühle, und 185 Einwohner, welche 18 Hufen, 16 Pferde und 117 Kühe besitzen.“

1860 wurde die hiesige Schule selbstständig, und 8 Jahre später erfolgte ein Schulneubau.

Weiterhin heißt es im Werk „Neue Sächsische Kirchengalerie“ von 1911 den Ort betreffend u. a.: 

„Die Zahl der Einwohner betrug um 1840 etwa 300, gegenwärtig etwa 450, vor 25 Jahren noch über 500. Die meisten nähren sich von Ackerbau und Viehzucht, die ärmeren waren Handwerker und Tagelöhner. Letztere fanden regelmäßig Beschäftigung auf dem Rittergute Belgershain, zumal seit Ablösung der Frohnen. – Jetzt noch ist meist die vorwiegende Beschäftigung der Ortsbewohner die landwirtschaftliche. […].“

Infolge der Bodenreform nach dem Ende des II. Weltkrieges wurden die Rittergüter Belgershain mit Köhra enteignet, in der Folge gab es 45 Neubauern, 8 landarme Bauern und 86 Kleinsiedler im Ort.
Am 1. Mai 1949 wurde die Kirchgemeinde Köhra Schwesterkirche von Belgershain – dies war bereits 1931 geplant. Am 29. Juli 1952 erfolgte die Gründung der LPG „Freundschaft“ Köhra als erste LPG im damaligen Landkreis Grimma. Ein Gründungsmitglied war der damalige Neubauer Erich Wippich. 1974 wurde Köhra nach Belgershain eingemeindet. 1979 wurde die LPG „Tierproduktion“ Köhra. Am 16. Mai 1983 fegte ein Sturm über den Ort, es entstand Sachschaden.

## Entwicklung der Einwohnerzahl
| Jahr    | Einwohnerzahl                                      |
| ------- | -------------------------------------------------- |
| 1548/51 | 31 besessene Mann, 41 Inwohner, 15 Hufen           |
| 1764    | 34 besessene Mann, 10 Gärtner, 3 Häusler, 18 Hufen |
| 1834    | 315                                                |
| 1871    | 452                                                |

| Jahr | Einwohnerzahl |
| ---- | ------------- |
| 1890 | 457           |
| 1910 | 347           |
| 1925 | 376           |
| 1939 | 404           |

| Jahr | Einwohnerzahl |
| ---- | ------------- |
| 1946 | 612           |
| 1950 | 629           |
| 1964 | 537           |

## Infrastruktur

### Öffentlicher Nahverkehr
Durch Köhra verkehren die Buslinien 690 (Leipzig-Grimma, wochentags im Stundentakt), 641 (Kitzscher-Grimma, wochentags im Stundentakt), sowie die Linie 645.
Der nächste Bahnhof befindet sich im Nachbarort Belgershain ca. 3 km entfernt (Bahnstrecke Chemnitz-Leipzig).

### Bildung
In Köhra befindet sich die Kindertagesstätte „Märchenland“ mit einer Kapazität von 26 Krippenplätzen und 36 Plätzen für Kindergartenkinder.
Die nächste Grundschule befindet sich in Belgershain, die nächste Oberschule in Naunhof (ca. 5 km entfernt) und das nächste Gymnasium ebenfalls in Naunhof (freies Gymnasium).

## Wirtschaft
Der größte Arbeitgeber ist die KÖHRA - Frische GmbH (Produzent und Händler für Obst- und Gemüseprodukte) mit ca. 190 Mitarbeitern.
Weitere Unternehmen sind eine Niederlassung der Vierlande Food-Service GmbH, die Kugellager Fiedler GmbH & Co. KG, das Hotel Goldene Krone, ein Eiskaffee, ein Brennholzhandel, eine Autowerkstatt mit Handel und ein Friseursalon.